# LOWA

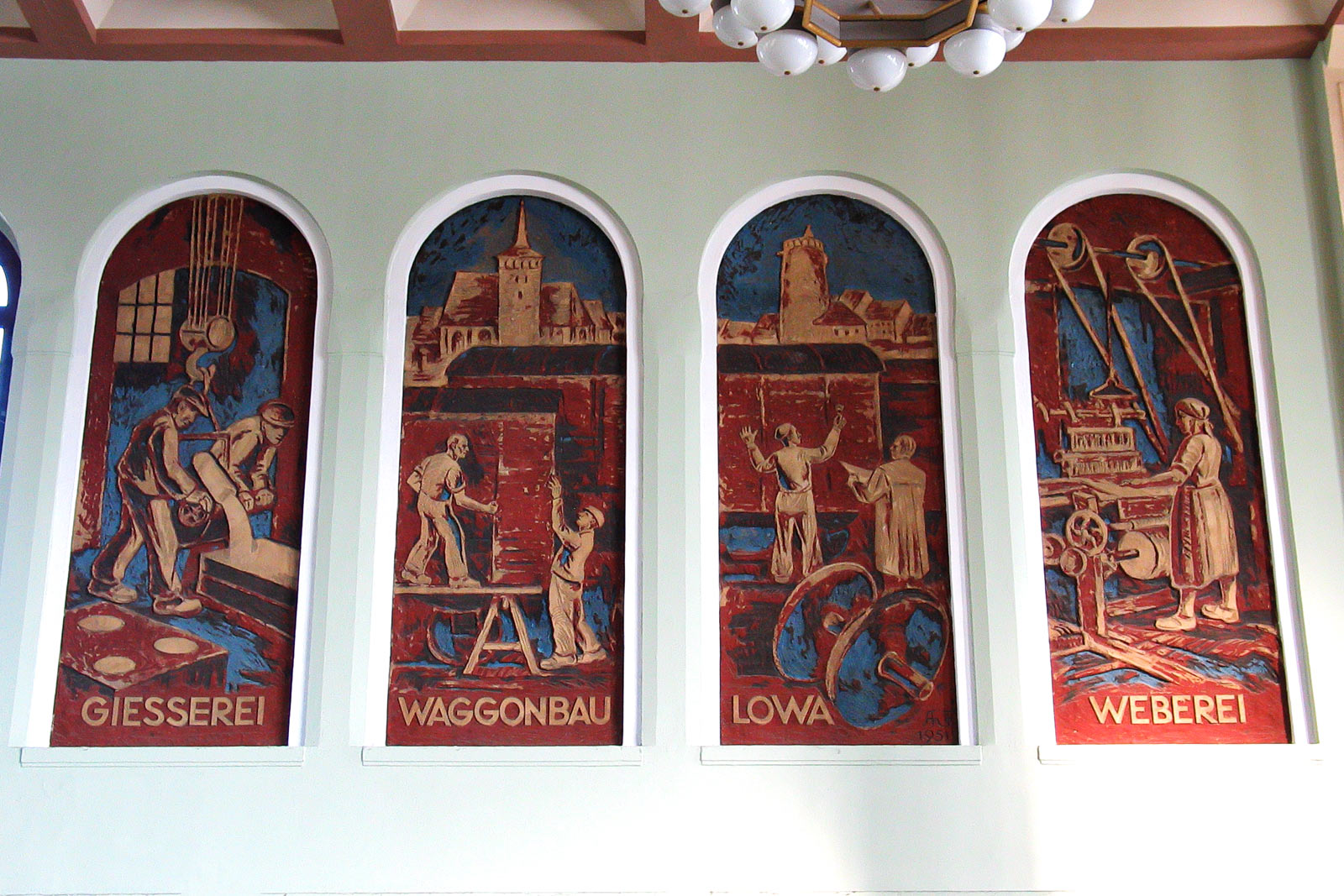
Сграффито в здании железнодорожного вокзала Баутцен, посвященный LOWA.

VVB LOWA (от немецкого сокращения Vereinigung Volkseigener Betriebe Lokomotiv- und Waggonbaus или Объединение государственных предприятий локомотиво- и вагоностроения) — индустриальное объединение предприятий по производству железнодорожных локомотивов, вагонов и прочей техники в Германской Демократической Республики. Объединение существовало с 1945 по 1990 годы и включало в себя в разное время до двух десятков различных промышленных предприятий по всей ГДР. 

## История

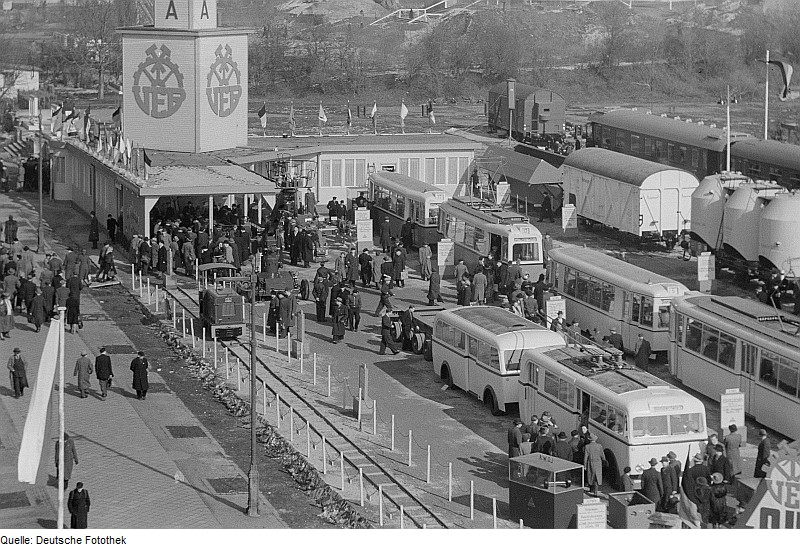
Выставка VVB LOWA в 1951 году.

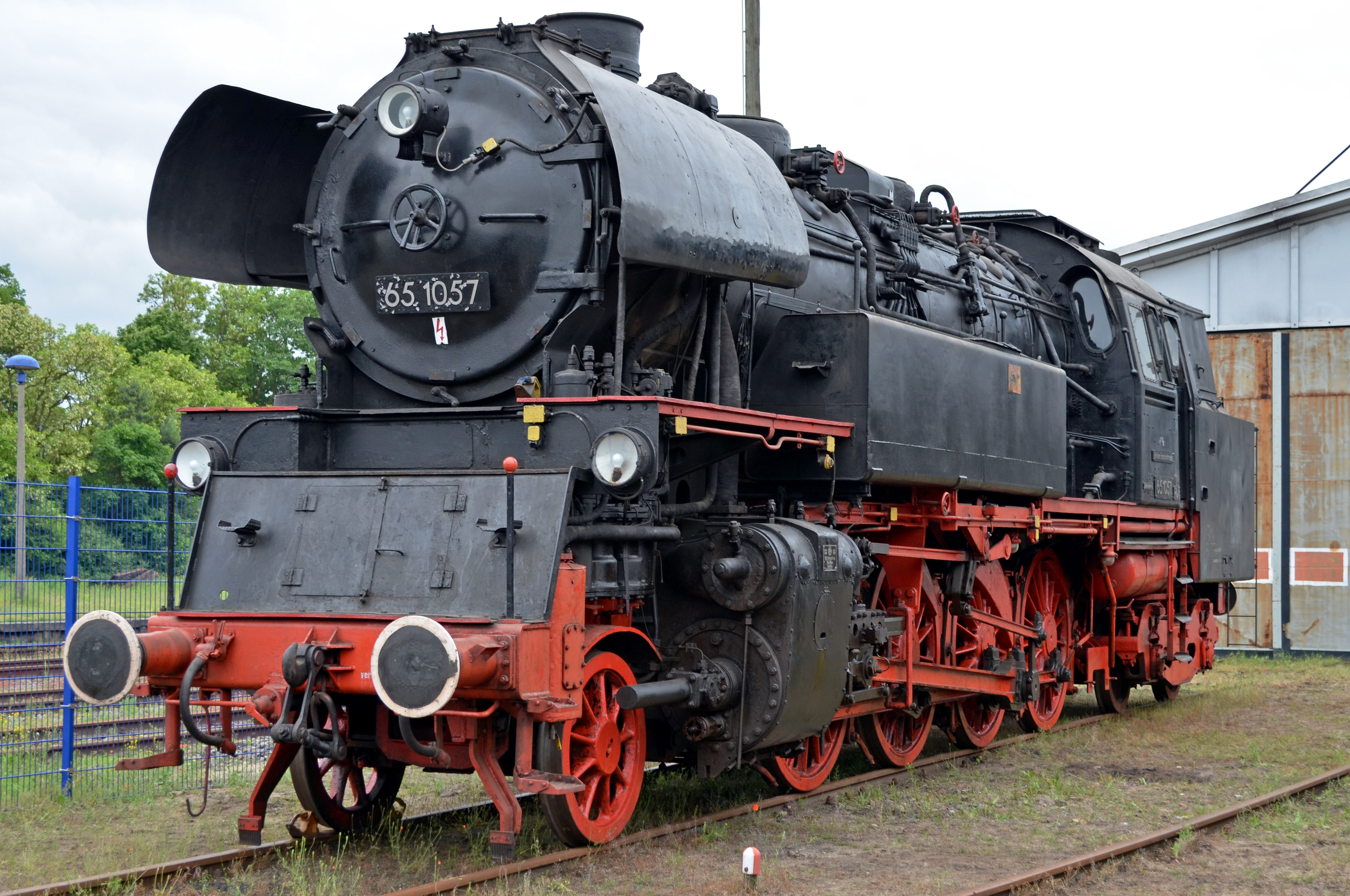
Паровоз серии DR class 65.10

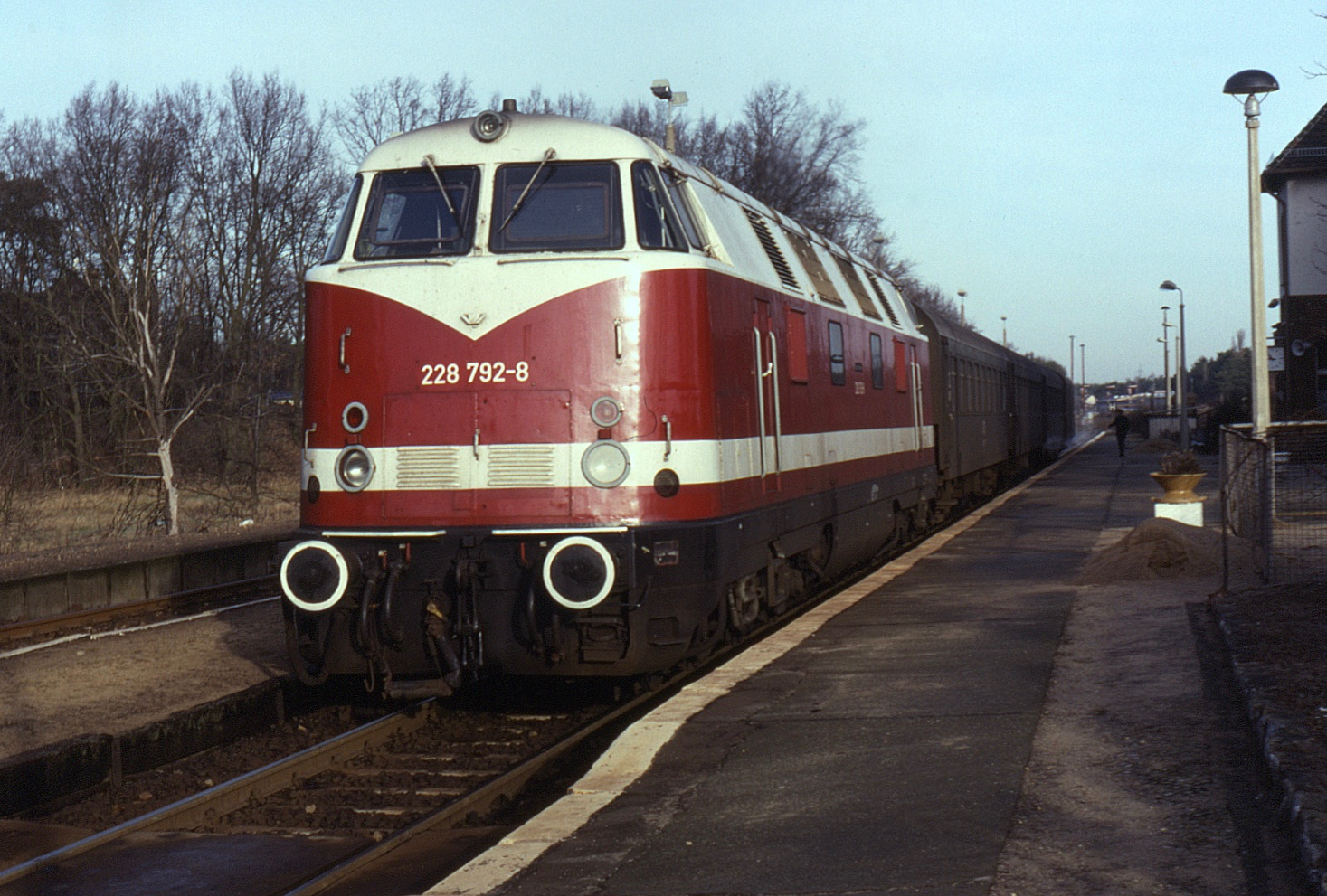
Тепловоз DR class V180 завода имени Карла Маркса.

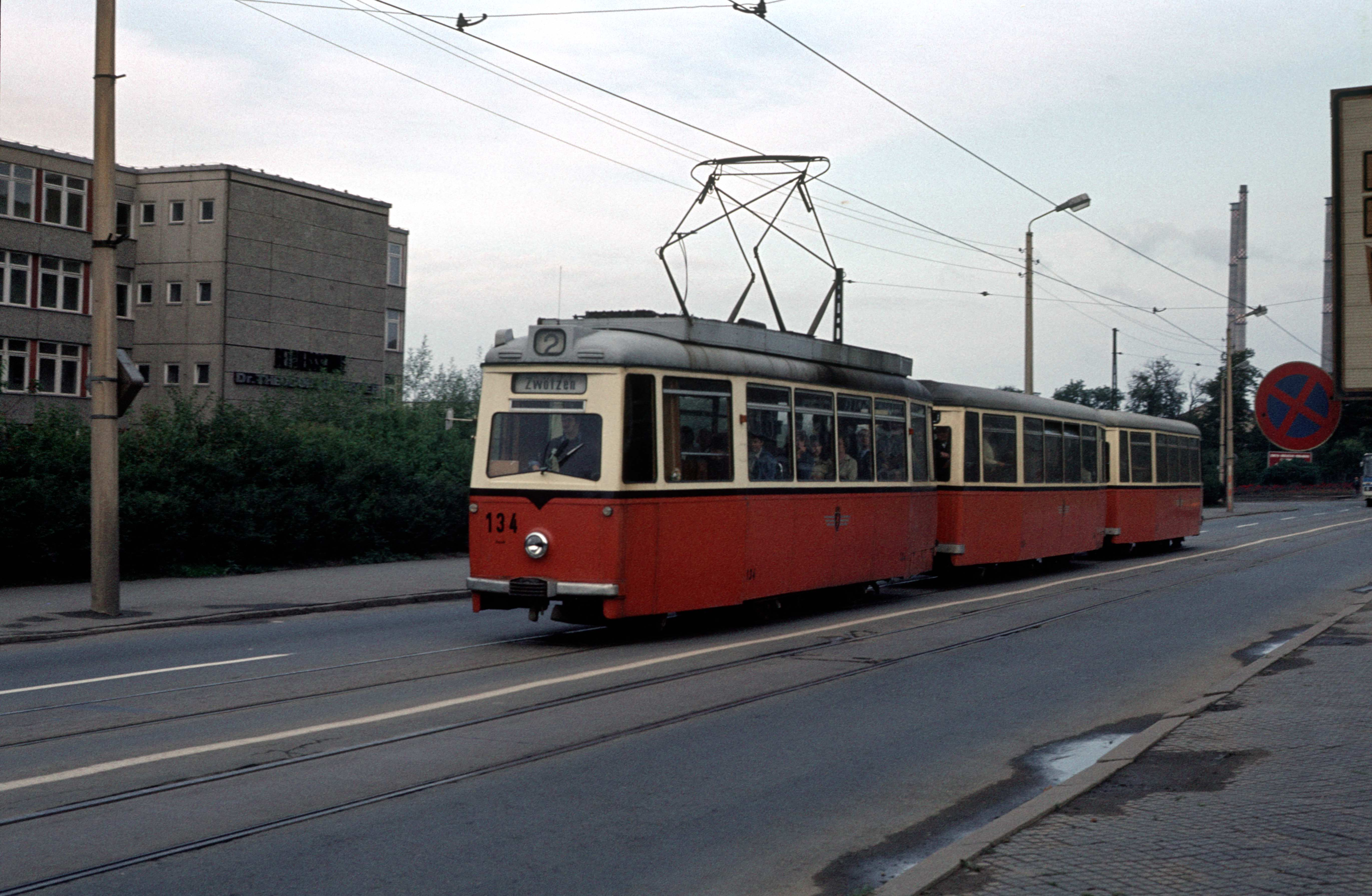
Трамвай LOWA ET54.

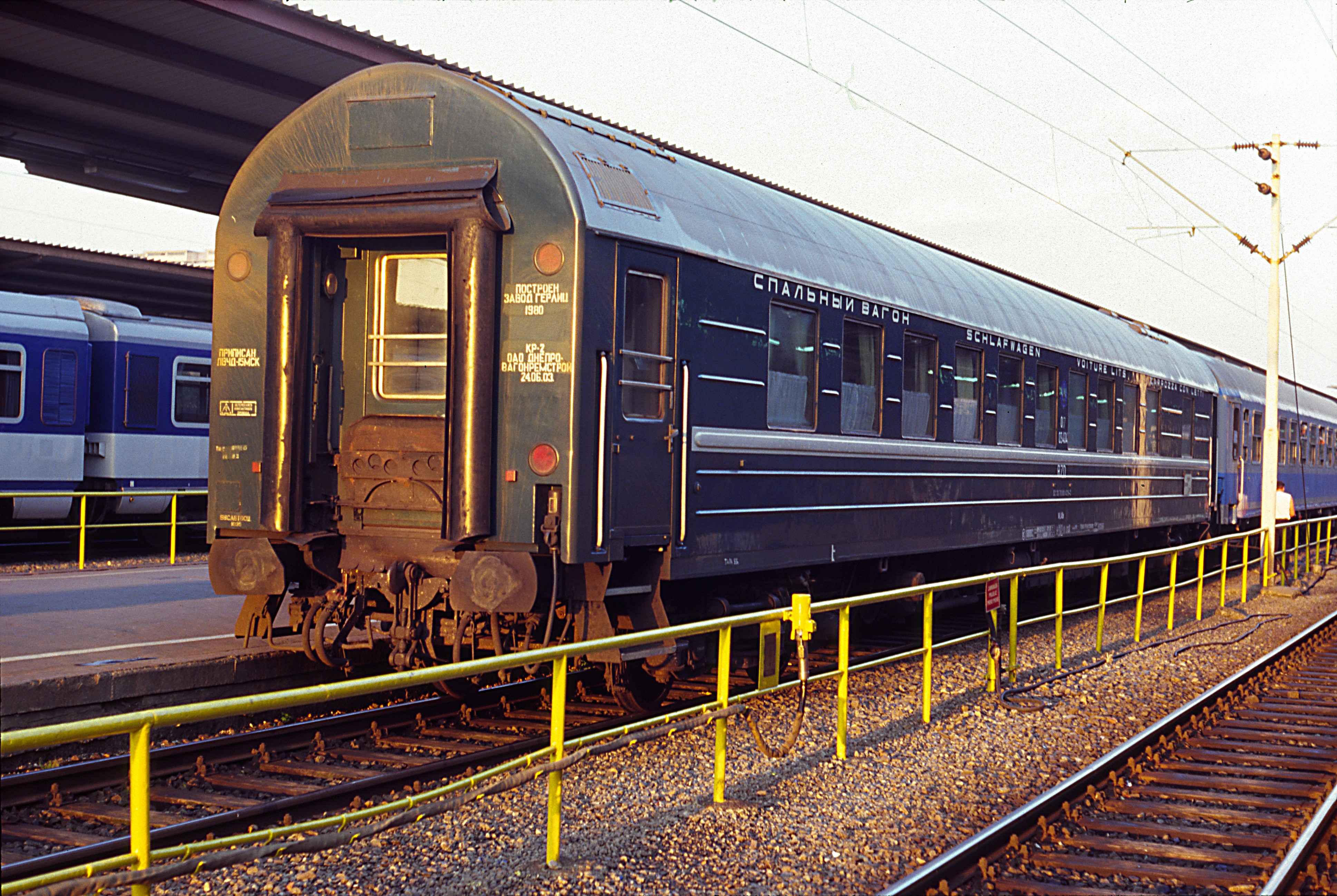
Спальный вагон RIC-габарита.

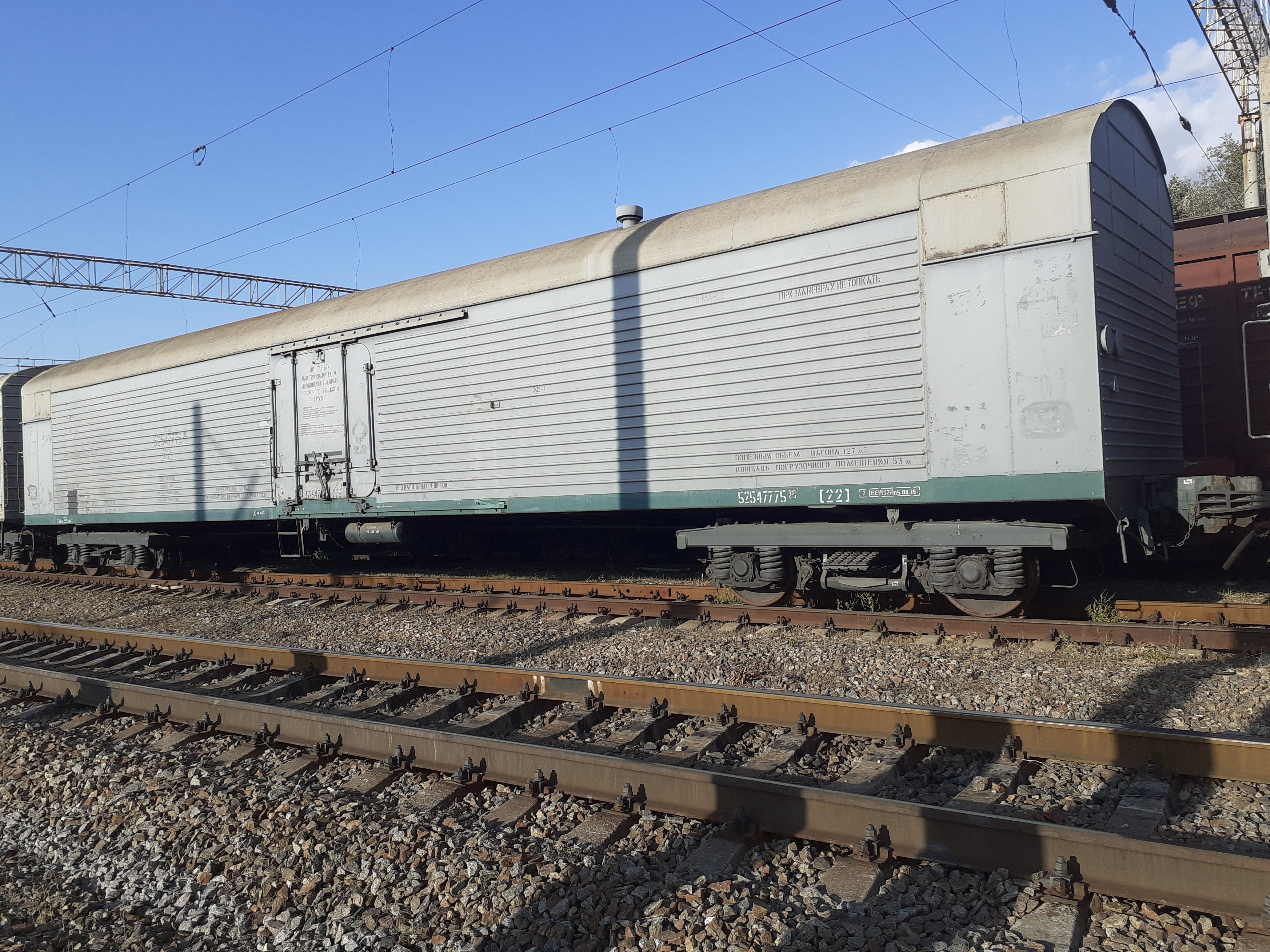
Вагон-рефрижератор вагоностроительного завода Дессау.

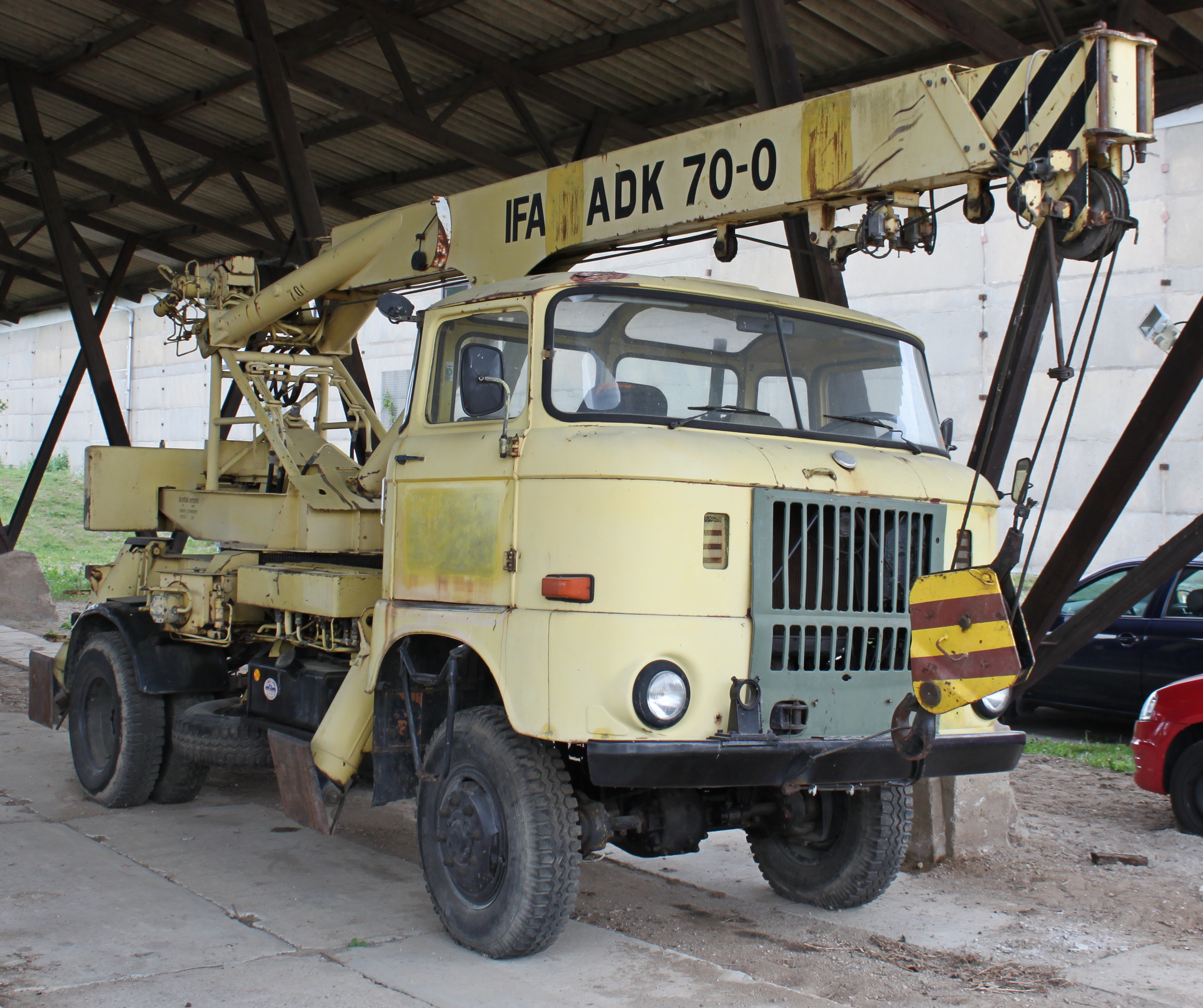
Автокран ADK 70 производства завода имени Карла Маркса в Бабельсберг.

Объединение было образовано в 1945 году в ходе восстановления промышленности в Советской оккупационной зоне Германии. Все предприятие вошедшие в состав объединения были национализированы. Через девять лет после создания VVB LOWA, в 1954 году она была переименована в Объединение Народных предприятий рельсового машиностроения. Позднее оно было преобразовано в Народный Комбинат железнодорожного машиностроения ГДР. В него были объединены все локомотиво- и вагоностроительные компании ГДР. 
Народный Комбинат включал в себя:
- Народное Предприятие Вагоностроения Аммендорф, бывший Готтфирд Линдер АГ (VEB Waggonbau Ammendorf, vormals Gottfried Lindner AG)
- Народное Предприятие Локомотивостроения имени Карла Маркса Бабельсберг, бывший Оренштайн и Коппель (VEB Lokomotivbau Karl Marx Babelsberg, vormals Orenstein & Koppel)
- Народное Предприятие Вагоностроения Баутцен, бывший Линке-Хофан-Буш (VEB Waggonbau Bautzen, vormals Linke-Hofmann-Busch)
- Народное Предприятие Вагоностроения Дессау, бывший Деззауер Вагонфабрик (VEB Waggonbau Dessau, vormals Dessauer Waggonfabrik)
- Народное Предприятие Вагоностроения Гота, бывший Фритц Ботманн (VEB Waggonbau Gotha, ehemals Fritz Bothmann)
- Народное Предприятие Вагоностроения Гёрлиц, бывший Вагоно и Машиностроение Гёрлиц АГ (ВУМАГ) (VEB Waggonbau Görlitz, vormals Waggon- und Maschinenbau Görlitz AG (WUMAG))
- Народное Предприятие Локомотивостроительный и Электротехнический завод Ханс Беймлер Хеннигсдорф, бывший АЕГ (VEB Lokomotivbau Elektrotechnische Werke Hans Beimler Hennigsdorf, vormals AEG)
- Народное Предприятие Вагоностроения Ниски, бывший Кристоф и Унмак (VEB Waggonbau Niesky, vormals Christoph & Unmack)
- Народное Предприятие Вагоностроения Вердау, бывший Линке-Хофманн-Буш в Форгэнгерн Зэш. Вагоностроение и кузовостроение Шуманн. (VEB Waggonbau Werdau, vormals Linke-Hofmann-Busch mit Vorgängern Sächs. Waggonbau und Wagenfabrik Schumann)
- Народное Предприятие Тяжелого машиностроения "Генрих Рау" Вильдау (VEB Schwermaschinenbau „Heinrich Rau“ Wildau)
- Народное Предприятие Вагонного оборудования Фечау, сейчас ТрансТек Фечау ГмбХ (VEB Waggonausrüstungen Vetschau, jetzt TransTec Vetschau GmbH)
- Народное Предприятие Пружинный завод Циттау, сейчас Пружинный завод Циттау ГмбХ (VEB Federnwerk Zittau, jetzt Federnwerk Zittau GmbH)

В Комбинат "Ханс Баймлер" входили следующие Народные Предприятия:
- Народное Предприятие Прессованной ткани Бернау, (VEB Schichtpressstoffwerk (SPW), Bernau bei Berlin)
- Народное Предприятие Гальванической техники Лейпциг VEB Galvanotechnik Leipzig
- Народное Предприятие Промышленных печей и установок Гюнтерсберге, (VEB Industrieofen- und Anlagenbau Güntersberge)
- Народное Предприятие инфракрасного оборудования Ораниенбург (VEB Infrarot Anlagenbau Oranienburg)
- Народное Предприятие Тяжелого машиностроения Вердер (VEB Schaltgerätewerk Werder)
- Народное Предприятие Тяжелого машиностроения Мускау (VEB Schaltgerätewerk Muskau)

## Продукция

### Трамвайные вагоны
- LOWA ET50

### Автобусы и троллейбусы
- Троллейбус LOWA
- Автобусы LOWA W50
- Автобусы W 500, 501, H3B, H6B

### Паровозы
- DR-Baureihe 23.10
- DR-Baureihe 50.40
- DR-Baureihe 65.10
- DR-Baureihe 83.10

### Тепловозы
- DR-Baureihe V 15
- DR-Baureihe V 60
- DR-Baureihe V 100
- DR-Baureihe V 180

### Электровозы
- DR-Baureihe E 11
- DR-Baureihe E 42
- DR-Baureihe 243
- DR-Baureihe E 251
- DR-Baureihe 250
- DR-Baureihe 252
- PKP-Baureihe EU04 (для Польских железных дорог)
- PKP-Baureihe E05 (для Польских железных дорог)

### Пригородные поезда
- DR-Baureihe VT 18.16
- DR-Baureihe ORT 137.7

### Промышленные электровозы и мотовозы
- LEW EL 2
- LEW EL 3
- LEW EL 4
- LEW EL 16

### Железнодорожные вагоны
- E 5 Mitteleinstiegswagen
- Doppelstockeinheiten (двухэтажные вагоны)

## Преемники
Большинство предприятий после объединения Германи в 1990 году были объединены в одно акционерное общество Waggonbau AG. В 1998 году его приобрела компания Bombardier Transportation.  Электротехнический завод Ханс Баймлер Хеннигсдорф был возвращен компании AEG. 
Некоторые предприятия, например, Вагоностроительный завод Гота, были закрыты и ликвидированы. 

## Экспорт в СССР
В 1950-1980 годах для Советских железных дорог поставлялись пассажирские вагоны СВ (спальный вагон), в том числе и в габаритах RIC (Народное предприятие Гёрлиц), вагоны-рестораны производства Народного предприятия Аммендорф, а также рефрижераторные секции (модель ZB-5) в составе пяти рефрижераторных вагонов производства Народного предприятия Дессау. Всего с 1948 по 1994 год было поставлено 33 225 пассажирских вагонов, 42 955 вагонов-рефрижераторов и 1 911 грузовых вагонов.